# Morpho achilles
Espèce
Morpho achilles est une espèce d'insectes lépidoptères (papillons) qui appartient à la famille des nymphalidés, sous-famille des Morphinae, à la tribu des Morphini et au genre Morpho.

## Dénomination
Morpho achilles a été décrit par Carl von Linné en 1758 sous le nom initial de Papilio achilles.

### Nom vernaculaire
Morpho achilles se nomme Achilles Morpho, Blue-banded Morpho ou Banded Blue Morpho en anglais.

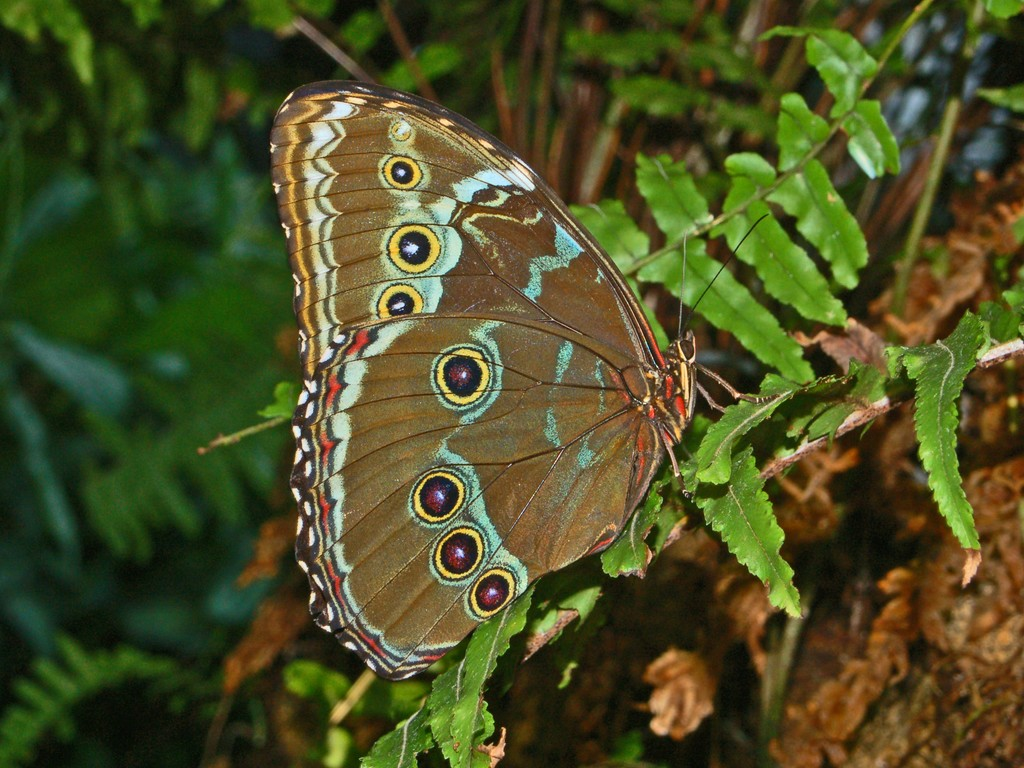
Revers de Morpho achilles.

### Sous-espèces
- Morpho achilles achilles présent au Brésil, au Surinam et en Guyane
- Morpho achilles agamedes Fruhstorfer, 1912 ; présent au Pérou.
- Morpho achilles fischeri Weber, 1962 ; présent au Pérou.
- Morpho achilles glaisi Le Moult & Réal, 1962 ; présent au Venezuela.
- Morpho achilles guaraunos Le Moult, 1925 ; présent au Venezuela.
- Morpho achilles guerrerensis Le Moult & Réal, 1962 ;
- Morpho achilles patroclus C. & R. Felder, 1861 ; présent en Colombie
- Morpho achilles phokylides Fruhstorfer, 1912 ; présent au Venezuela, en Colombie, en Équateur, en Bolivie, au Pérou  et au Brésil.
- Morpho achilles theodorus Fruhstorfer, 1907 ; présent  en Équateur
- Morpho achilles vitrea Butler, 1866 ; présent en Bolivie[1].

## Description
Morpho achilles est un grand papillon d'une envergure d'environ 105 mm à 125 mm au corps gris à noir, au dessus des ailes noir gris ou marron foncé barré d'une large bande bleue allant du milieu du bord costal des ailes antérieures au bord interne puis du milieu du bord costal des ailes postérieures à l'angle anal,.
Le revers est beige foncé avec les bords externes des ailes ornés de lignes en feston orange et bleu-clair et rouge et bleu clair aux ailes postérieures avec une ligne de gros ocelles noirs pupillés de blanc et cernés de jaune, trois aux ailes antérieures un puis trois aux ailes postérieures et une ornementation de lignes bleu turquoise.

## Biologie

### Plantes hôtes
Les plantes hôtes de sa chenille sont diverses Fabaceae.

## Écologie et distribution
Morpho achilles est présent dans presque toute l'Amérique du Sud, au Surinam, en Guyane, au Venezuela, en Colombie, en Équateur, en Bolivie, au Pérou  et au Brésil,.

### Biotope
Morpho achilles réside dans la forêt humide à une altitude de moins de 1 000 m.

### Protection
Pas de statut de protection particulier